# Number i
Number_i (en japonés: ナンバーアイ) es un grupo de chicos japonéses de tres miembros. Pertenece a la empresa TOBE. El 31 de diciembre de 2023 hizo su debut con el sencillo digital “GOAT”. El nombre del fandom es "iLYs".

## Biografía
El 22 de mayo de 2023, Sho Hirano, Yuta Jinguji y Yuta Kishi, quienes eran miembros activos del grupo ídolo masculino King & Prince de Johnny & Associates, abandonaron el grupo.  Hirano y Jinguji también dejaron Johnny & Associates el mismo día y el 7 de julio anunciaron que se unirían a TOBE, una agencia de entretenimiento fundada por Hideaki Takizawa.
El 30 de septiembre, Kishi dejó Johnny & Associates tras finalizar la promoción de la película "G-Men" en la que protagonizó. Durante una transmisión en vivo en YouTube desde el Tokyo Dome el 15 de octubre, se anunció que se unirían a TOBE y también que Hirano, Jinguji y Kishi habían formado un nuevo grupo, "Number_i". 
El grupo aparecerá por primera vez en la portada de la revista NYLON JAPAN GLOBAL ISSUE 04, que se lanzará el 15 de noviembre de 2023 (con una doble portada, frontal y posterior)."  La edición fue reimpresa antes de su lanzamiento  y ocupó el segundo lugar en el ranking anual de TOWER BOOKS 2023 de Tower Records.
El 29 de diciembre, se abrieron las cuentas oficiales de X, Instagram y TikTok operados por el personal de Number_i.
El 1 de enero de 2024 se lanzará el primer sencillo digital “GOAT”. El número de visitas en YouTube alcanzó los 10 millones dentro de los 3 días posteriores a su lanzamiento, la cifra más rápida jamás alcanzada para un sencillo debut de un artista masculino japonés, y el MV ocupó el puesto número 1 a nivel mundial en el ranking diario de videos musicales de YouTube el 3 de enero. 
El 2 de marzo, Number_i hizo una aparición en vivo en "Venue 101 Expanded Edition" de NHK General TV para su primera aparición televisiva después de formar Number_i. 
El 6 de marzo, el primer CD sencillo del grupo, "GOAT", fue lanzado exclusivamente en TOBE ONLINE STORE.
El 14 de abril, hicieron su debut en el Festival de Música y Artes de Coachella Valley 2024, interpretando "FUJI" y "GOAT" en el escenario especial "88rising Futures". En 'GOAT', colaboraron con Jackson Wang de GOT7.
El 25 de junio, ``No.O -ring-'' obtuvo el primer lugar en la categoría ``Ventas por Obras'' del 'Digital Album Ranking' del ``Oricon First Half Ranking 2024''. Además, "GOAT" ocupó el segundo lugar, ocupando el primer y segundo lugar por primera vez en la historia del ranking de álbumes digitales durante la primera mitad del año.

## Miembros
Fuente　
| Nombre       | Fecha de nacimiento      | Tipo de sangre | Lugar de nacimiento   |
| ------------ | ------------------------ | -------------- | --------------------- |
| Sho Hirano   | 29 de enero de 1997      | Tipo O         | Prefectura de Aichi   |
| Yuta Jinguji | 30 de octubre de 1997    | Tipo O         | Prefectura de Chiba   |
| Yuta Kishi   | 29 de septiembre de 1995 | Tipo A         | Prefectura de Saitama |

## Discografía

### Single

#### CD sencillo
|        | fecha de lanzamiento | título | Formulario de ventas | Formulario de ventas       | Número de pieza estándar | rango     |
| Arriba | fecha de lanzamiento | título | Formulario de ventas | Formulario de ventas       | Número de pieza estándar |           |
| ------ | -------------------- | ------ | -------------------- | -------------------------- | ------------------------ | --------- |
| 1er    | 6 de marzo de 2024   | GOAT   | CD + BD              | Primera edición limitada A | TBCD0723X                | 1er lugar |
| 1er    | 6 de marzo de 2024   | GOAT   | CD + BD              | Primera edición limitada B | TBCD0724X                | 1er lugar |
| 1er    | 6 de marzo de 2024   | GOAT   | CD                   | Edición regular            | TBCT0725                 | 1er lugar |

#### Distribución limitada single
|     | fecha de lanzamiento | título          | rango         | rango         | rango         | rango         | CD incluido |
| DS  | fecha de lanzamiento | título          | Caliente      | DL            | CALLE         |               | CD incluido |
| --- | -------------------- | --------------- | ------------- | ------------- | ------------- | ------------- | ----------- |
| 1er | 1 de enero de 2024   | GOAT            | 1er lugar     | 1er lugar     | 1er lugar     | 15to lugar    | GOAT        |
| 2do | 12 de abril de 2024  | Blow Your Cover | 9no lugar     | 5to lugar     | 2do lugar     | 91º lugar     | GOAT        |
| 3er | 19 de agosto de 2024 | INZM            | por confirmar | por confirmar | por confirmar | por confirmar | No. I       |

### Álbum

#### Álbum de estudio
|     | fecha de lanzamiento     | título | Formulario de ventas | Formulario de ventas                               | Número de pieza estándar | rango         | rango         | rango         | rango         |
| DA  | fecha de lanzamiento     | título | Formulario de ventas | Formulario de ventas                               | Número de pieza estándar | Caliente      | Arriba        | DL            |               |
| --- | ------------------------ | ------ | -------------------- | -------------------------------------------------- | ------------------------ | ------------- | ------------- | ------------- | ------------- |
| 1er | 23 de septiembre de 2024 | No. I  | CD+BD                | Primera edición limitada de producción [No.I ver.] | TBCT0741X                | por confirmar | por confirmar | por confirmar | por confirmar |
| 1er | 23 de septiembre de 2024 | No. I  | CD+BD                | Primera edición limitada de producción [INZM ver.] | TBCT0742X                | por confirmar | por confirmar | por confirmar | por confirmar |
| 1er | 23 de septiembre de 2024 | No. I  | CD                   | Edición regular                                    | TBCT0743                 | por confirmar | por confirmar | por confirmar | por confirmar |

#### Miniálbum
|     | fecha de lanzamiento | título      | Formulario de ventas | Formulario de ventas     | Número de pieza estándar | rango     | rango     | rango     | rango     |
| DA  | fecha de lanzamiento | título      | Formulario de ventas | Formulario de ventas     | Número de pieza estándar | Caliente  | Arriba    | DL        |           |
| --- | -------------------- | ----------- | -------------------- | ------------------------ | ------------------------ | --------- | --------- | --------- | --------- |
| 1er | 27 de mayo de 2024   | No.O -ring- | CD                   | Primera edición limitada | TBCT0730                 | 1er lugar | 1er lugar | 1er lugar | 1er lugar |
| 1er | 27 de mayo de 2024   | No.O -ring- | CD                   | Edición regular          | TBCT0731                 | 1er lugar | 1er lugar | 1er lugar | 1er lugar |

### Obras participantes
| fecha de lanzamiento | artista   | título          | Formulario de ventas | etiqueta   |
| -------------------- | --------- | --------------- | -------------------- | ---------- |
| 18 de marzo de 2024  | to HEROes | Be on Your side | entrega              | TOBE MUSIC |
| 1 de mayo de 2024    | to HEROes | Be on Your side | CD                   | TOBE MUSIC |

### Videos musicales
| año  | título          | enlace       | director      | nota |
| ---- | --------------- | ------------ | ------------- | ---- |
| 2024 | GOAT            | [ Videos 1 ] | Yuichi Kodama |      |
| 2024 | Blow Your Cover | [ Videos 2 ] | Yusuke Tanaka |      |
| 2024 | BON             | [ Videos 3 ] | Takuto Shinbo |      |
| 2024 | INZM            | [ Videos 4 ] |               |      |

## Apariencia

### Programa de distribución
- Tobeban (25 de noviembre de 2023 -, YouTube ) [21]
- Las vacaciones de verano de TOBE. (24 de diciembre de 2023 -, ABEMA ) *5 veces en total

### CM/Anuncio
- Fragancia Yves Saint Laurent “LIBRE” (noviembre 2023) [22]
  - Se lanzará un vídeo especial en el sitio web oficial de "VOGUE JAPAN",[23] se realizarán stands emergentes, etc..[24]
- mcdonalds de Japón
  - " Chicken McNuggets " (23 de abril de 2024 -) [25]
  - "Hamburguesas hawaianas" (23 de julio de 2024 -) [26]
  - " Patata McFly " (16 de agosto de 2024 -) [27]
- Suntory “ Beer Ball ” (11 de mayo de 2024 -) [28]

### festival en vivo
- to HEROes ~TOBE 1st Super Live~ (14-17 de marzo de 2024, Tokyo Dome ) [29] [30]
- Festival de Música y Artes del Valle de Coachella 2024 “88rising Futures” (14 de abril de 2024, California, EE. UU. ) [15] [31]
- FESTIVAL ROCK IN JAPAN 2024 (11 de agosto de 2024, parque deportivo Soga de la ciudad de Chiba ) [32] [33]
- SUMMER SONIC 2024 (programado para el 17 de agosto de 2024, ZOZO Marine Stadium /18 de agosto, Expo Commemorative Park ) [34]
- WIRED MUSIC FESTIVAL'24 (programado para el 13 de octubre de 2024, Aichi Sky Expo ) - Invitado especial [35]

### evento
- Act for HOPE to HEROes PROJECT in TOKYO DOME(11 de agosto de 2024, Tokyo Dome) [36] [37]

### Videos
1. ↑  Number_i - GOAT (Official Music Video) en YouTube.
2. ↑  Number_i - Blow Your Cover (Official Music Video） en YouTube.
3. ↑  Number_i - BON (Official Music Video) en YouTube.
4. ↑  Number_i - INZM (Official Music Video) en YouTube.